# Daniel Mansur
Daniel Mansur (nome artístico de Daniel Mansur de Faria; Belo Horizonte, 19 de dezembro de 1963 – 16 de fevereiro de 2025) foi um fotógrafo brasileiro. Atuou nas áreas de fotografia autoral, de arte, arquitetura, editorial e publicitária. Parte de sua produção esteve voltada à documentação visual da cultura brasileira, biodiversidade e patrimônio artístico nacional.

## Biografia
Formado em Publicidade pela Pontifícia Universidade Católica de Minas Gerais (PUC Minas) em 1987, iniciou a carreira atuando na interface entre comunicação visual e fotografia. Desenvolveu trabalhos voltados à documentação de espaços culturais, acervos e exposições em diversas instituições.
Colaborou com entidades como o Museu de Arte de São Paulo (MASP), Instituto Inhotim, Museu do Ouro, Museu de Arte e Ofício e Centro Cultural Banco do Brasil, contribuindo com registros fotográficos de acervos e projetos culturais.

## Exposições

### Individuais
- In Memoriam – Museu Casa dos Contos, Ouro Preto, 1989
- Pequenos Horizontes – Museu CRAV, Belo Horizonte, 1997
- Galeria Colorida – Lisboa, Portugal, 2013
- Galeria FIEMG – Ouro Preto, 2013
- Resquícios da Memória – Belo Horizonte, 2017
- Encontros – Grande Hotel Ronaldo Fraga, Belo Horizonte, 2018
- Festival de Fotografia de Tiradentes – Tiradentes, 2019
- Reflexos Urbanos – Palácio das Mangabeiras, Belo Horizonte, 2023
- O Verdadeiro Tesouro – Festival de Fotografia de Tiradentes, 2024
- Paisagens Imaginárias – CASACOR Minas Gerais, 2024
- Entre o Real e o Imaginário – Galeria TJMG, Belo Horizonte, 2025

### Coletivas
- Centenário de Jean Cocteau – Palácio das Artes, Belo Horizonte, 1989
- Exótica – Palácio das Artes, Belo Horizonte, 1991
- Minas Fotográfica – Mostra Itinerante, 1992
- BH Cenário 100 – Centro Cultural UFMG, 1993
- Retratos – Museu Mineiro, 1994
- ARQUIMINAS – Mostra Itinerante (Brasil, Argentina, México, Espanha), 1995
- Fotógrafos e Ilustradores – Museu CRAV, 2000
- Abra Foto MG – Primeira Fotogaleria, 2004
- Santiago a Santiago – Menor Galeria, 2004
- Anjos e Igrejas – Museu Inconfidência, Ouro Preto, 2009
- Coletivo Fotográfico – Galeria CMafra, 2010
- O Brasil em Campo – Espaço Cultural Correios, Juiz de Fora, 2014
- Por Si Sol – FNAC, Belo Horizonte, 2014
- Caminho – Ponteio Lar Shopping, 2015
- Fotografia Publicitária Brasileira – Museu da Imagem e do Som (MIS), São Paulo, 2016
- RE-MEMBERING – Bossa Gallery, Miami, EUA, 2017
- Folia de Reis – Galeria de Arte da Cemig, 2019
- Paisagens do Isolamento – Memorial Minas Gerais Vale, 2021

## Colaborações editoriais
Mansur contribuiu com registros fotográficos para publicações relacionadas ao trabalho de artistas como Lorenzato, Nuno Ramos, Fernando Luchesi e Nidia Negromonte. Suas imagens foram utilizadas em catálogos, livros de arte e materiais institucionais.

## Estilo e legado
Sua obra é caracterizada pela exploração da fotografia como ferramenta de observação cultural. Produziu registros de paisagens naturais, arquitetura e obras de arte, com ênfase na documentação do patrimônio brasileiro. Parte de seu acervo foi incorporada a exposições e publicações organizadas por instituições culturais.

## Falecimento
Daniel Mansur faleceu em 16 de fevereiro de 2025, aos 61 anos. Após seu falecimento, foram realizadas mostras retrospectivas e projetos editoriais com base em seu acervo.